# 五公站
五公站位于河北省衡水市饶阳县五公镇，是京九铁路的一座火车站，等级为四等站，距北京西站224公里，距常平站2091公里，本站及相邻上下行区间均为电气化区段。车站建于1996年，2003年8月26日因京九线二期提速改造而停用:97。

## 邻近车站
1. ↑  铁道部电子计算技术中心, 铁道部运输局. . 北京: 中国铁道出版社. 1998: 45. ISBN 9787113030995.
2. ↑  《北京铁路局志》编纂委员会. . 方志出版社. 2006. ISBN 7-80192-798-2.